# Обслуживающее лидерство
Обслуживающее лидерство или сервант-лидерство — это концепция лидерства, которая рассматривает лидерство как служение людям и, таким образом, фокусируется на потребностях сообщества. «Лидерство служения» резко контрастирует с доминирующим лидерством
Термин «обслуживающее лидерство» был введен в 1970-х годах американским консультантом по управлению Робертом Гринлифом, в работе «THE SERVANT AS LEADER» который, в свою очередь, был вдохновлен рассказом Германа Гессе «Паломничество в страну Востока» («Die Morgenlandfahrt»). Используется в мире разработки ПО методологии SCRUM . https://scrumguides.org/docs/scrumguide/v2020/2020-Scrum-Guide-US.pdf описывает это как лидерство присущее скрам-мастеру. Данная роль появляется ввиду необходимости третей независимой стороны между менеджментом и работниками. Взаимодействие в Agile-команде невозможно описать традиционными типологиями лидерства, предложенными Максом Вебером, которые используются для описания госслужбы.
Обслуживающее лидерство в понимании Гринлифа — это действительно современный подход к управлению, но идея этого типа лидерства намного старше. Король Пруссии Фридрих Великий называл себя первым слугой своего государства".